# بدرآباد سفلی

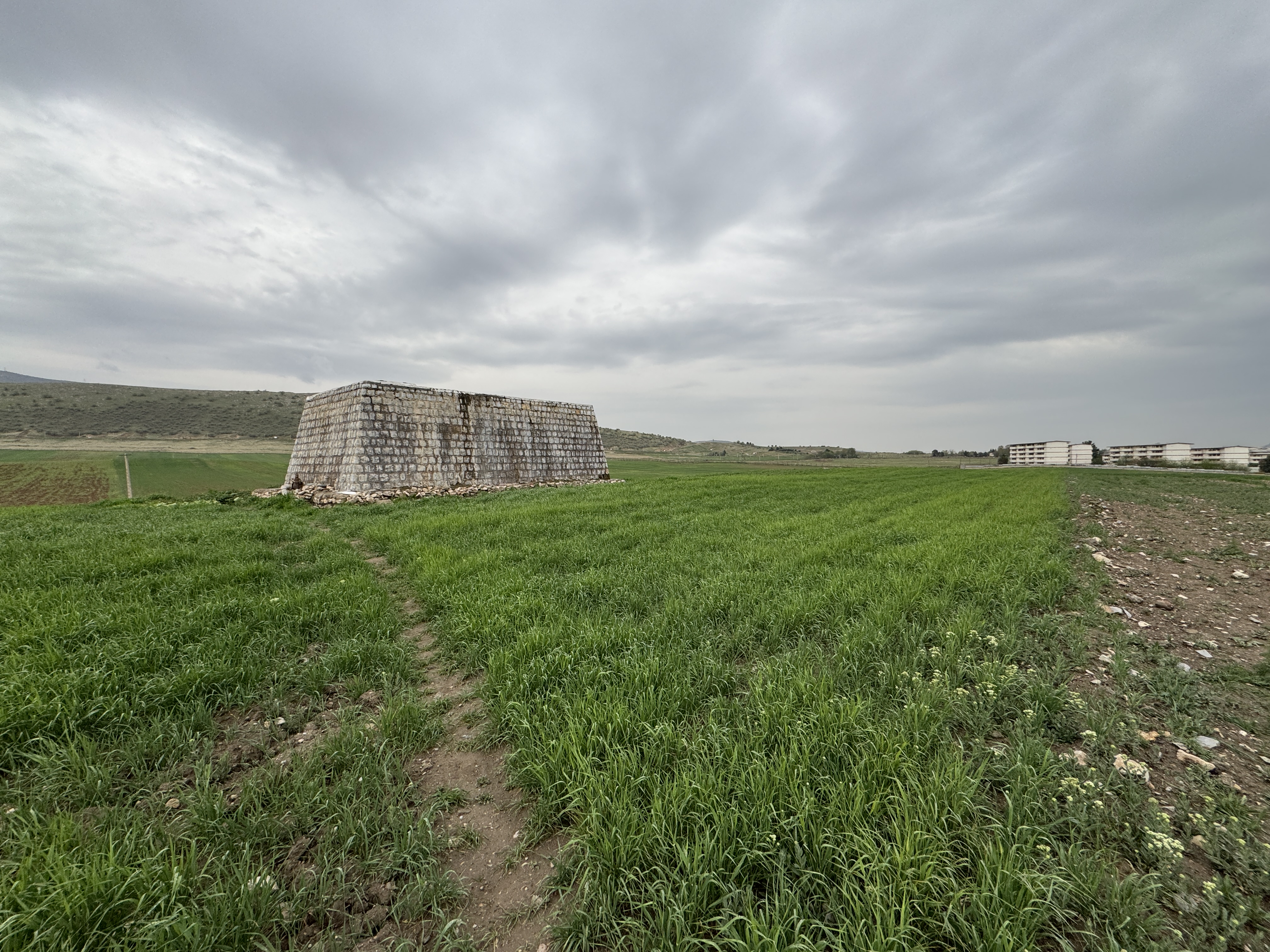
تپه تاریخی بدر آباد سفلی و مخزن آب آشامیدنی اهالی روستا

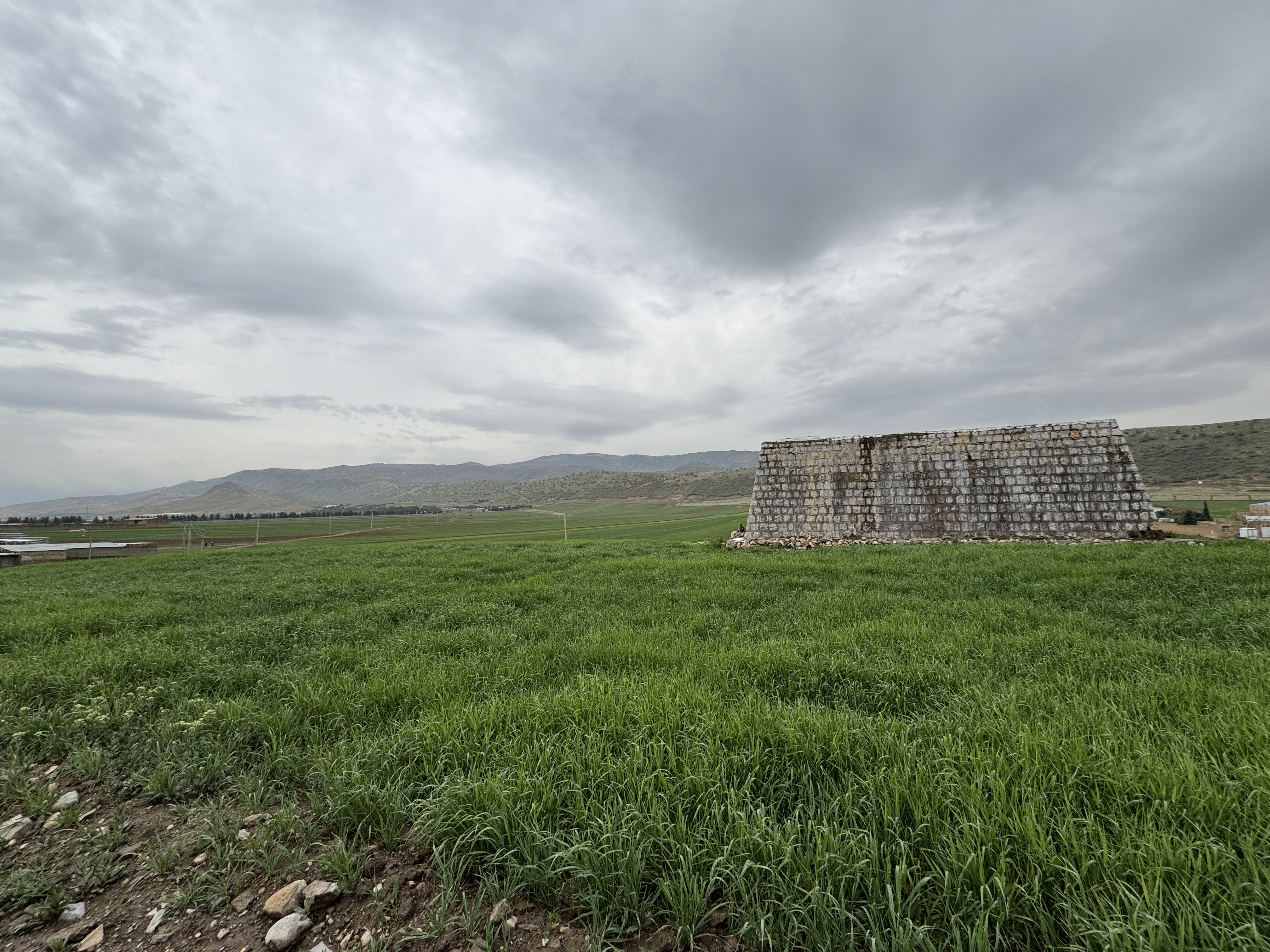
نمایی دیگر از تپه بدر آباد در روز بارانی تاریخ :15 فروردین ماه 1404

بدرآباد سفلی، محله جنوبی  شهرستان خرم‌آباد در استان لرستان ایران است.

## جمعیت
این روستا در دهستان کرگاه غربی قرار دارد و براساس سرشماری مرکز آمار ایران در سال ۱۳۸۵، جمعیت آن ۱٬۲۹۳ نفر (۲۶۶خانوار) بوده‌است.